# Humaitá (sub-bacia)
Humaitá é uma sub-bacia hidrográfica localizada na cidade de Porto Alegre, capital do estado brasileiro do Rio Grande do Sul.
É uma das vinte e sete sub-bacias que servem à Bacia Hidrográfica do Lago Guaíba no território da cidade. Segundo o Atlas Ambiental de Porto Alegre (1998), a sub-bacia do Humaitá tem uma área de 5.43 km².
Compreende todos os cursos e corpos d'água existentes na região dos bairros Humaitá (que lhe o nome) e Farrapos.